# (20108) 1995 QZ9
1995 QZ9 (asteroide 20108) é um plutino. Possui uma excentricidade de 0.14907950 e uma inclinação de 19.52149º.
Foi descoberto no dia 29 de agosto de 1995 por David C. Jewitt e Jun Chen em Mauna Kea.